# Jiří Řezníček
Jiří Řezníček (25. října 1915 Jasenná – 1. června 1957 nemocnice Gottwaldov) byl český stíhací pilot v období druhé světové války.

## Život

### Před druhou světovou válkou
Jiří Řezníček se narodil 25. října 1915 v Jasenné na Zlínsku v rodině rolníka. Vychodil měšťanskou školu ve Vizovicích, byl členem Sokola, zpíval v evangelickém sboru. Od patnácti let pracoval ve firmě Baťa jako pomocný dělník a získal kvalifikaci v gumárenství. Když Jan Antonín Baťa založil ve Zlíně pilotní školu, začal se věnovat výcviku létání. Prezenční vojenskou službu nastoupil v roce 1937 v Olomouci v rámci které absolvoval poddůstojnickou školu. Rozhodl se stát armádním letcem a u 2. leteckého pluku absolvoval pilotní školu a následně bojový výcvik v Praze a Prostějově. Poté sloužil u Leteckého pluku 2 v Olomouci.

### Druhá světová válka

#### Francie
Po rozpadu Československa v březnu 1939 a rozpuštění Československé armády Jiří Řezníček krátce opět pracoval u firmy Baťa. Poté společně s dalšími ilegálně opustil Protektorát Čechy a Morava a odešel přes Polsko do Francie, kde se stal krátce příslušníkem cizinecké legie. Po vypuknutí druhé světové války byl 2. října 1939 zařazen do vznikající československé zahraniční jednotky a následně do francouzského armádního letectva. Na francouzskou leteckou techniku se zaškoloval v Chartres a následně sloužil u stíhacích skupin I/8 a I/5. Zúčastnil se bitvy o Francii.

#### Spojené království
Po pádu Francie v červnu 1940 přeletěl Jiří Řezníček do severní Afriky a poté se evakuoval do Spojeného království, kde byl v srpnu 1940 přijat do Royal Air Force. Po patřičném výcviku 7. října nastoupil ke 151. peruti a do konce roku 1940 vystřídal ještě 1. a 46. peruť. Dne 10. května 1941 byl na krátkou dobu převelen k 17. peruti a 27. téhož měsíce pak k 313. československé stíhací peruti, kde s přestávkou odlétal dva operační turnusy.

#### Sovětský svaz
V únoru roku 1944 se přesunul do Sovětského svazu, kde byl přeškolen na stroje Lavočkin La-5FN a ustanoven velitelem 2. letky 2. perutě Prvního československého samostatného stíhacího leteckého pluku. V jeho řadách se zúčastnil podpory Slovenského národního povstání, během které se 18. října 1944 vážně zranil z důvodu poruchy motoru jeho letounu a nuceného nouzového přistání. Musel být evakuován do Lvova. Kvůli zranění páteře již nemohl dál létat a po rekonvalescenci válku zakončil jako střelecký důstojník pluku. Dosáhl hodnosti poručíka.

### Po druhé světové válce
Po skončení služby zůstal Jiří Řezníček u letectva a pracoval v Ústředním leteckém skladu. Dosáhl hodnosti majora. Po komunistickém převratu v roce 1948 byl z armády propuštěn a nadále pracoval jako účetní ve Státních lázních a poté jako dělník v lihovaru. Jeho zdravotní stav se z důvodu válečného zranění a fyzické práce horšil. 
Od 6. února 1954 byl v registračních protokolech spolupracovníků StB evidován pod krycím jménem Jirka (číslo svazku: 2787).
Zemřel 1. června 1957 v nemocnici v Gottwaldově, když mu ještě před tím byly amputovány obě nohy. Pohřben byl čtyři dny poté na hřbitově v rodné Jasenné.

## Rodina
Jiří Řezníček se v roce 1943 oženil s příslušnicí britské ženské pomocné služby letectva Doroty Joan Bomby. Manželům se narodila dcera Zdenka a další dvě děti. Po komunistickém převratu v roce 1948 se jeho manželka s dětmi vrátila do Spojeného království, protože si jako cizinka těžko hledala práci a protože bylo rodině komunistickou mocí naznačeno, že děti nebudou připuštěny ke studiu.

## Ocenění

### Vyznamenání
- 2x Československá medaile Za chrabrost před nepřítelem
- 3x Československý válečný kříž 1939
- Československá medaile za zásluhy I. stupně
- Pamětní medaile československé armády v zahraničí
- Medaile za vítězství nad Německem ve Velké vlastenecké válce 1941–1945

### Další pocty
- V roce 1947 byl Jiřímu Řezníčkovi udělen titul čestného občana rodné Jasenné[5]
- V Jasenné byla na budově základní školy Jiřímu Řezníčkovi odhalena pamětní deska[6]
- V roce 1990 byl Jiří Řezníček in memoriam povýšen do hodnosti plukovníka
- V roce 2015 proběhla ku příležitosti stého výročí narození Jiřího Řeznička v základní škole v Jasenné výstava pod názvem Jiří Řezníček – Baťovec na třech frontách 2. světové války[7]